# Norspermidina
La norspermidina è una poliammina. È stata trovata in alcune specie di piante, batteri, e alghe. Non è noto se sia presente negli esseri umani.
La norspermidina è in fase di ricerca come farmaco contro il cancro.